# Ријано (Парма)
Ријано је насеље у Италији у округу Парма, региону Емилија-Ромања.
Према процени из 2011. у насељу је живело 96 становника. Насеље се налази на надморској висини од 587 м.